# Gansurhinus
Gansurhinus is een geslacht van uitgestorven moradisaurine reptielen dat behoort tot de Captorhinidae. Het leefde in het Midden-Perm (ongeveer 272-268 miljoen jaar geleden) en zijn fossiele overblijfselen zijn gevonden in China.

## Naamgeving
De typesoort Gansurhinus qingtoushanensis werd in 2011 benoemd in door Robert R. Reisz, Liu Jun, Li Jin-Ling en Johannes Müller. De geslachtsnaam is een combinatie van de streek Gansu met een Grieks rhinos, 'neus'. De soortaanduiding verwijst naar de vindplaats Qingtoushan.
Het holotype is IVPP V15989, gevonden in een laag van de onderste Naobaogouformatie die dateert uit het Tatarien. Het is een fragmentarisch skelet met schedel. Van de schedel zijn een linkerpraemaxilla, een rechterbovenkaaksbeen, een hersenpan, een rechterpterygoïde bewaard. De postcrania zijn beperkt van omvang. Toegewezen is specimen IVPP V12026, een rechterbovenkaaksbeen en rechterdentarium.

## Beschrijving
Gansurhinus was van gemiddelde grootte en er wordt aangenomen dat het een lengte van één meter kan hebben bereikt. Het werd gekenmerkt door de aanwezigheid van een lang diasteem in de kaak, tussen de enkele rij voortanden en de achterkant met talrijke rijen tanden. In tegenstelling tot andere soortgelijke vormen (moradisaurinen), had Gansurhinus vijf rijen tanden op de tandplaten van de dentale (mandibula) en maxillaire (maxilla) botten. De individuele tanden hadden een knobbelachtige rand aan de achterkant van de kroon. Net als al zijn soortgenoten was Gansurhinus misschien ook een vrij gedrongen reptiel, met vier korte ledematen aan weerszijden van het lichaam.

## Fylogenie
Dit dier is bekend dankzij goed bewaarde fossielen die zijn gevonden in de Xidagou-formatie, in het Dashankou-gebied in China. De fossielen maakten het mogelijk om te bepalen of Gansurhinus behoorde tot de moradisaurinen, een groep captorhinomorfe reptielen met rijen evenwijdige tanden langs het verhemelte. De aanwezigheid van dit dier in het Midden-Perm van centraal Zuid-Azië suggereert dat de paleogeografische veranderingen tijdens het Perm ertoe hebben geleid dat het gebied dat momenteel door China wordt gevormd, is uitgegroeid tot een groot schiereiland, Pangaea, waardoor deze oude reptielen hun geografische verspreidingsgebied ook in deze regio van het paleozoïsche supercontinent konden uitbreiden.